# Igreja Ortodoxa Apostólica Estoniana
A Igreja da Estônia ou Igreja Ortodoxa Apostólica da Estônia (em estoniano: Eesti Apostlik-Õigeusu Kirik) é uma Igreja Ortodoxa autônoma cujo primaz é confirmado pelo Patriarca Ecumênico de Constantinopla. Sob a lei da Estônia, é a sucessora legal da Igreja Ortodoxa Estoniana anterior à Segunda Guerra Mundial, que em 1940 contava com mais de 210.000 fiéis, três bispos, 156 paróquias, 131 padres, 19 diáconos, dois monastérios, e um seminário de Teologia, a maioria de seus seguidores era da etnia estoniana. Seu nome oficial em português é Igreja Ortodoxa da Estônia.
O atual primaz é Sua Eminência Estêvão, Metropolita de Taline e de Toda a Estônia, eleito em 1999.

## História

### A Ortodoxia na Estônia
Os missionários ortodoxos de Novogárdia e Pescóvia atuaram entre os estonianos das regiões sudeste das áreas próximas a Pescóvia, do século X até o XII. A primeira menção de uma congregação ortodoxa na Estônia foi em 1030, no local onde atualmente situa-se a cidade de Tartu. Por volta de 600 A.D., no lado oriental da colina Toome (Toomemägi) os estonianos fundaram a cidade de Tarbatu. Em 1030, o grão-príncipe quievano, Jaroslau, o Sábio, conquistou Tarbatu e construiu seu próprio forte chamado Jurieu, bem como (alegadamente) uma congregação na catedral dedicada a seu santo patrono, São Jorge. A congregação pode ter sobrevivido até 1061, quando, de acordo com as crônicas, Jurieu foi incendiada e os cristãos ortodoxos expulsos. 
Como conseqüências das Cruzadas do Norte no início do século XIII, o norte da Estônia foi conquistado pela Dinamarca e a parte sul pela Ordem Teutônica e mais tarde pelos Irmãos Livônios da Espada, e assim passou para o controle do Cristianismo ocidental. Porém, mais tarde, os comerciantes russos foram capazes de fundar pequenas congregações ortodoxas em diversas cidades estonianas. Uma dessas congregações foi expulsa da cidade de Dorpat (Tartu) pelos alemães em 1472, que martirizaram seu padre, Isidoro, juntamente com um número de fiéis ortodoxos (o grupo é festejado no dia 8 de janeiro).
Pouco conhece-se da história da Igreja na região até os séculos XVII e XVIII, quando muitos Velhos Crentes fugiram da Rússia para evitarem as reformas litúrgicas introduzidas pelo Patriarca Nicônio de Moscou.

### Igreja da Estônia no Império Russo
Nos séculos XVIII e XIX, a Estônia fez parte do Império Russo, tendo sido conquistada pelo imperador Pedro, o Grande. Em 1841, 1844-45 os camponeses estonianos tiveram más colheitas, que resultou em fome e epidemias. Em 1850 a Diocese de Riga (na Letônia) foi criada pela Igreja Ortodoxa Russa. O bispo Irinarh de Riga astutamente iniciou um boato que a Igreja Ortodoxa tinha prometido a todos aqueles, que se convertessem à Ortodoxia, um pedaço de terra em algum lugar da Rússia. 65 000 camponeses estonianos foram convertidos à fé ortodoxa na esperança de conseguirem tais terras. Numerosas igrejas ortodoxas foram construídas. Mais tarde, quando o boato provou ser uma farsa, uma grande parte dos novos ortodoxos retornaram para a Igreja Luterana.[carece de fontes?]
No final do século XIX, foi introduzida uma política de russificação, apoiada pela hierarquia russa, mas não pelo clero local estoniano.  A Catedral de Alexandre Nevsky em Taline e o convento Pühtitsa (Pukhtitsa) em Kuremäe, na Estonia Oriental, foram também construídos nesse período.
Em 1917, o primeiro estoniano, Platão (Paul Kulbusch), foi ordenado Bispo de Riga e Vigário de Taline. Dois anos depois, os bolcheviques assassinaram Platão e seu diácono. 81 anos mais tarde, em 2000, o bispo Platão foi proclamado santo pelas Igrejas de Constantinopla e Rússia, comemorado em 14 de janeiro.

### Independência da Estônia e a autonomia da Igreja
Depois que a República da Estônia foi proclamada em 1918, o Patriarca da Igreja Ortodoxa Russa, Ticônio, em 1920 reconheceu a Igreja da Estônia como sendo independente (autônoma). O arcebispo Alexandre Paulo foi eleito e ordenado como o Primaz da Igreja da Estônia. Em 1923 Alexandre dirigiu-se ao Patriarca de Constantinopla, a fim de receber o reconhecimento canônico. No mesmo ano a Igreja Ortodoxa estoniana foi canonicamente subordinada ao Patriarcado Ecumênico de Constantinopla e ganhou ampla autonomia.

### Ocupação Soviética e Alemã
Em 1940, a Estônia foi ocupada pela União Soviética, que governou empreendeu um programa geral de dissolução de toda independência eclesiástica dentro de seu território. De 1942 a 1944, contudo, a autonomia sob o controle de Constantinopla foi temporariamente reavivada com a ocupação alemã da Estônia. A diocese de língua russa de Narva da Igreja Ortodoxa Apostólica da Estônia recusou-se a obedecer ao Metropolita Alexandre e permaneceu sob a jurisdição do Patriarcado de Moscou. Em 1942, as autoridades de ocupação alemãs reconheceram a existência de duas Igrejas na Estônia ocupada. 
Antes de 1941, um quinto do total da população da Estônia (que era de maioria luterana desde a Reforma Protestante no início da década de 1500, quando o país era controlado pela Ordem Teutônica) era de cristãos ortodoxos sob a jurisdição do Patriarca de Constantinopla. Existiam 158 paróquias na Estônia e 183 clérigos na Igreja estoniana. Havia também uma Cadeira de Ortodoxia na Faculdade de Teologia da Universidade de Tartu. Existia um Monastério de Pskovo-Pechorsky em Petseri, dois conventos—em Narva e Kuremäe, a priorado em Taline e um seminário em Petseri. O antigo monastério de Petseri foi preservado da destruição em massa que ocorreu durante a ocupação soviética da Estônia.

### Extinção da Igreja autônoma e a Igreja no Exílio
Um pouco antes da segunda ocupação soviética em 1944 e a dissolução do sínodo da Estônia, o primaz da Igreja, o Metropolita Alexandre, foi enviado para o exílio juntamente com 21 clérigos e cerca de 8 000 fiéis ortodoxos. Em 1945, um representante do Patriarcado de Moscou despediu os membros do sínodo da Igreja Ortodoxa da Estônia que tinham permanecido na Estônia e fundou uma nova organização, o Conselho Diocesano. Os crentes ortodoxos na Estônia ocupada estavam então subordinados a ser uma diocese dentro da Igreja Ortodoxa Russa. 
A Igreja Ortodoxa da Estônia no Exílio, com seu sínodo na Suécia, continuou com sua atividade de acordo com os estatutos canônicos, até a restauração da independência da Estônia em 1991. Antes dele morrer em 1953, o Metropolita Alexandre fundou sua comunidade como um exarcado subordinado a Constantinopla. A maioria dos outros bispos e clero, que permaneceram na Estônia, foi deportada para a Sibéria. Em 1958, um novo sínodo foi fundado no exílio, e a Igreja organizou-se na Suécia. 
Em 1978, devido à pressão do Patriarcado de Moscou, o Patriarca Ecumênico declarou a carta (tomos) da Igreja, como garantida em 1923, ineficaz. A Igreja deixou de existir até a dissolução da União Soviética, quando divisões dentro da comunidade ortodoxa na Estônia surgiram dentre aqueles que declaravam que o Patriarcado de Moscou não tinha jurisdição na Estônia e daqueles que desejavam retornar para a jurisdição de Moscou. A freqüente disputa  aconteceu ao longo das linhas étnicas, já que muitos russos tinham emigrado para a Estônia durante a ocupação soviética. Longas negociações entre os dois patriarcados não chegaram a qualquer acordo.

### Restauração do Tomos de 1923
Em 1993, o sínodo da Igreja Ortodoxa da Estônia no Exílio foi novamente registrado como a sucessora legal da autônoma Igreja Ortodoxa da Estônia, e em 20 de fevereiro de 1996, o Patriarca Ecumênico Bartolomeu I formalmente restaurou o tomos garantido para a Igreja Ortodoxa Estoniana em 1923, restaurando sua subordinação canônica ao  Patriarcado Ecumênico. Esta ação trouxe protesto imediato do Patriarca Aleixo II do Patriarcado de Moscou, que considerava a Igreja estoniana como sendo parte de seu território. O Patriarca de Moscou temporariamente retirou o nome do Patriarca Ecumênico do dípticos.
Nesta situação difícil, a Igreja Apostólica da Estônia recebeu ajuda e apoio da Igreja Ortodoxa Finlandesa, especialmente de sua eminência, o arcebispo João (Rinne) da Arquidiocese da Carélia e de Toda a Finlândia e do bispo auxiliar Ambrósio (Jääskeläinen) de Joensuu. Este último tornou-se desde 1996 metropolita de Oulu e de 2002 em diante metropolita de Helsinque. 
Um acordo foi alcançado, no qual as congregações locais podiam escolher qual jurisdição seguir. A comunidade ortodoxa da Estônia, que conta com cerca de 14% do total da população, permanece dividida, com a maior parte dos fiéis (a maioria de etnia russa) permanecendo subordinados a Moscou. Segundo um anúncio do Governo estoniano de novembro de 2006, cerca de 18 000 fieis (a maioria da etnia estoniana) em 60 paróquias fazem parte da Igreja autônoma, com 150 000 seguidores em 31 paróquias, juntamente com a comunidade monástica de Pühtitsa, sendo subordinados a Moscou.
Em 1999, a Igreja recebeu um hierarca residente, o Metropolita Estêvão (Charalambides) de Taline que foi anteriormente o bispo auxiliar subordinado ao Metropolita da França do Patriarcado Ecumênico. Antes da instalação do Metropolita Estêvão, o cargo foi mantido pelo Arcebispo da Carélia e de Toda a Finlândia, João (Rinne) de Kuopio, Finlândia como lugar-tenente'.